# إد كروفورد
إد كروفورد (بالإنجليزية: Ed Crawford)‏ هو موسيقي أمريكي، ولد في 26 يناير 1964 في ستوبنفيل في الولايات المتحدة.